# 브랜던 벨트
브랜든 카일 벨트(Brandon Kyle Belt, 1988년 4월 20일 ~ )는 메이저 리그 베이스볼 토론토 블루제이스를 위한 1루수로 활약하는 미국의 프로 야구 선수이다. 그는 2011년 메이저 리그 베이스볼 데뷔를 하였다. 6 피트 4 인치 (193 cm), 235 파운드 (107 kg)인 그는 자이언츠와 2012년과 2014년 월드 시리즈를 우승한 일원이었다. 벨트는 또한 자이언츠를 위하여 좌익수에서 채워졌다.

## 어린 시절
텍사스주 내커도우치스에서 태어난 벨트는 허드슨에 있는 허드슨 고등학교에서 수학하였다. 보스턴 레드삭스는 투수로서 2006년 메이저 리그 베이스볼 드래프트의 11번째 라운드에서 벨트를 선발하였으나 벨트를 그의 대학 위임을 보류하게 만드려고 한 서명 보너스를 그에게 주지 않기로 선택하였다.
벨트는 레드삭스와 협상하는 데 자신의 능력을 보호하는 명령에서 샌재신토 칼리지에서 수학하였으나 결국적으로 계약을 맺지 않기로 선택하였다. 그는 2007년 샌재신토의 야구 팀을 위하여 투수를 맡고, 그해 애틀랜타 브레이브스에 의하여 메이저 리그 베이스볼 드래프트의 11번째 라운드에서 드래프트되었으나 다시 계약을 맺지 않기로 선택하였다.
벨트는 텍사스 대학교로 옮겨 2년 동안 텍사스 롱혼스를 위하여 대학 야구를 활약하였다. 자신의 2008년 2학년 시즌에 벨트는 구원 투수로서 16개의 경기에서 또한 투구하는 동안 6개의 홈런과 팀 사상 65개의 타점과 함께 .319 점을 타구하였다. 주니어로서 벨트는 어깨의 문제들의 이유로 1루수로 변천하였다. 2009년 자신의 주니어 시즌 동안 벨트는 칼리지 월드 시리즈에서 롱혼스 팀이 준우승을 한 일부로서 .989의 필딩 퍼센티지를 기록하는 동안 63개의 경기에서 8개의 홈런, 43개의 타점과 15개의 도루와 함께 .323 점을 타구하였다.

## 프로 경력
자신의 주니어 해 후에 샌프란시스코 자이언츠는 2009년 메이저 리그 베이스볼 드래프트의 5번째 라운드에서 벨트를 선발하였다. 그는 자이언츠의 제휴 하이 A 새너제이와 함께 자신의 프로 경력을 시작하였다. 그는 자이언츠의 코치들과 일하고, 자이언츠의 제2군 리그 합동 운영제를 통하여 그가 빠르게 움직이는 도움을 준 자신의 스윙 역학으로 조절을 이루었다. 그는 2010년 전부의 3개의 수준에서 잘 타구하여 .352의 타구 평균과 함께 한해를 끝내고 자이언츠의 최고 전망들 중의 하나로서 주의를 얻었다.
2010년에 그는 자이언츠의 트리플 A 제휴 팀 프레스노 그리즐리스를 위하여 활약하였다. 그는 또한 애리조나 가을 리그에서 동부 디비전 스코츠데일 스코피언스를 위하여 활약하기도 하였다. 벨트는 동부 팀을 위하여 애리조나 가을 리그 라이징 스타스에서 활약하였다. 그는 2011년 시즌을 대비하여 MLB.com에 3번째로 최고의 1루수 전망으로서 순위에 들었다. 그는 MLB.com에 의하여 전체 26번째 최고 전망으로 순위에 들었다.

### 샌프란시스코 자이언츠

#### 2011년
마이너 리그에서 자신의 강함을 보인 후, 벨트는 자신이 팀에서 대부분인 28개의 시범 경기를 자겨 3개의 홈런과 함께 .282 점을 타구하였다. 3월 30일 자이언츠는 벨트가 오프닝 데이의 메이저 리그 명부에 임명되어 왔다고 공고하여 프랜차이즈의 시리즈 프리미어에서 잡아진 순간이었다. 그는 다음날 자신의 첫 메이저 리그 경기에서 출발하여 자신의 첫 메이저 리그 타석에서 로스앤젤레스 다저스의 투수 클레이턴 커쇼에 1루타를 쳐 1 루 3 타로 끝냈다. 벨트는 4월 1일 채드 빌링즐리에 자신의 첫 메이저 리그 홈런을 쳤다. 4월 20일 벨트는 코디 로스를 위하여 명부에 공간을 이루는 데 트리플 A 프레즈노로 선택되었다. 그는 17개의 경기에서 .192 점을 타구하였다. 벨트는 버스터 포지와 대런 포드에게 부상들이 생긴 후, 5월 26일 자이언츠로 재소집되었다. 6월 4일 벨트는 스트레스 골절과 진단되어 세인트루이스 카디널스를 상대로 경기에서 투구에 의하여 맞은 후 15일간 장애자 명단으로 보내졌다. 6월 7일 벨트는 장애자 명단으로부터 제외되어 자신의 갱생 지위를 지속하는 데 프레스노로 도로 선택되었다.
7월 19일 벨트는 부진한 1루수 오드리 허프에게 휴식을 주는 데 자이언츠로 재소집되었다. 메이저 리그에서 자신의 첫 복귀 경기에서 벨트는 솔로 홈런을 치고, 자이언츠가 다저스를 꺾는 도움을 주는 데 7번째 이닝에서 2개의 득점 2루타 균형을 깼다. 8월 4일 벨트는 마크 데로사를 위하여 명부에 공간을 이루는 데 프레즈노로 도로 선택되었다. 8월 14일 4번째로 메이저 리그로 소집된지 하루 후에 벨트는 마이애미에서 플로리다 말린스에 5 대 2의 승리에서 2개의 홈런을 쳤다. 그 일은 그의 경력의 첫 다수 홈런 경기였다.
그달에 벨트는 밀워키 브루어스를 상대로 경기가 열리는 동안 좌익에서 비구를 추적하는 동안 벨트가 동물처럼 보인다고 소감을 내린 자이언츠의 KNBR 아나운서 드웨인 쿠이퍼에 의하여 "아기 기린"이라는 별명이 붙여졌다. 별명이 박히고, 벨트는 9월 AT&T 파크에 흥행지에서 "아기 기린" 모자들이 "팬더곰" 모자들의 수를 경쟁하면서 샌프란시스코에서 팬의 총아가 되었다.

#### 2012년
벨트는 2012년을 위하여 자이언츠의 오프닝 데이 명부에 이루었다. 벨트는 시즌의 시작에서 오브리 허프와 브렛 필과 함께 1루에서 시간을 갈랐다. 허프가 부상을 당하고, 필이 본루에서 분투한 후 벨트는 일상의 1루수가 되어 시즌을 강하게 끝내 7월 24일부터 시즌의 말기까지 .328 점을 타구하였다.
그해 내셔널 리그 챔피언십 시리즈에서 벨트는 .565의 장타율과 6개의 경기에서 .304 점(7 루 23 타)을 타구하였다. 10월 28일 벨트는 자이언츠가 디트로이트 타이거스를 휩쓸 때 자신의 첫 월드 시리즈를 우승하였다. 벨트는 월드 시리즈에서 자이언츠의 결말을 짓는 경기의 주요 일부를 활약하여 2번째 이닝에서 우익으로 3루타를 치면서 득점하기 시작하였다.

#### 2013년
벨트는 2013년 경력 사상 신기록을 세워 150개의 경기에서 17개의 홈런과 67개의 타점과 함께 .289 점을 타구하였고, 그는 .841의 OPS와 함께 자이언츠를 이끌었다. 벨트는 11 파운드로 줄여진 후 느린 출발로 떠났으나 시즌의 최종 51개 경기에 .346 점을 타구하였다. 벨트는 자신의 향상을 자신의 지배력을 바꾸고 타자석에 도로 옮기는 덕분으로 돌렸따. 벨트는 5개의 타점, 20개의 도루, 2개의 홈런과 8개의 매긴 득점과 함께 .440 점(11 루 25 타)을 타구하는 동안 7개 전부의 경기에서 안타들을 수집한 후, 8월 5일부터 11일까지 "이번 주의 내셔널 리그 선수"로 임명되었다.

#### 2014년
2014년 2월 1일 벨트는 중재를 피하는 데 1년, 2.9백만 달러의 계약을 맺었다. 5월 9일 다저 스타디움에서 타구하는 동안 벨트는 다저스의 투수 폴 머홈에 의하여 자신의 엄지손가락에 맞아 그 뼈가 부러졌다. 벨트는 7월 4일 장애자 명단으로부터 활성화되었고, 타구 연습이 있는 수비를 하는 동안 진탕을 겪은 후 7월 21일 장애자 명단으로 돌아왔따. 벨트는 8월 2일 활성화되었으나 자신의 진탕 증후가 지속될 때 8월 8일 다시 장애자 명단에 놓였다. 벨트는 9월 15일 장애자 명단으로부터 다시 활성화되었다.
2014년 시즌에 벨트는 17개의 경기에서 8개의 타점과 11개의 4구에 의한 출루와 함께 .295 점(18 루 61 타)을 타구하였다. 워싱턴 내셔널스를 상대로 그해의 내셔널 리그 디비전 시리즈의 2번째 경기에서 벨트는 경기 활약의 6 시간 23 분 후 11번째 이닝에서 1 대 1의 동점을 깨는 데 18번째 이닝의 정상에서 솔로 홈런을 쳤다. 10월 29일 벨트는 자이언츠가 캔자스시티 로열스를 7개의 경기에서 꺾을 때 자신의 2번째 월드 시리즈 링을 받았다. 동료 선수 헌터 펜스와 더불어 벨트는 시리즈의 7개 경기 전부에서 안전하게 타구하여 그렇게 하는 데 어느쪽 팀에 단 둘의 선수였다.

#### 2015년
2015년 2월 3일 벨트와 자이언츠는 1년, 3.6백만 달러 계약으로 동의하면서 중재를 피하였다. 5월 17일 벨트는 신시내티 레즈를 상대로 정렬에 3개의 경기르 위하여 하나의 홈런을 포함한 3개의 안타를 수집할 때 드문 업적을 이루었다. 그는 1900년 이래 그렇게 하는 데 2번째 만의 자이언츠 선수였다. 2000년 배리 본즈는 비슷한 3개의 경기 연속을 가졌다. 벨트는 자신의 첫 30개 경기에서 아무 타구를 하지 않은 후, 3연속 날에 홈런을 친 이래 또다른 드문 통계치를 기록하였다. 자신이 2012년 시즌에 자신의 첫 48개의 경기에서 아무 타구를 하지 않은 후 3연속 경기에서 홈런을 칠 때 그해 시즌에서 그렇게 해내는 데 마지막 선수는 또한 벨트였다.
시즌을 위하여 벨트는 137개의 경기에 나와 .280/.356/.478 점을 타구하고, 18개의 홈런과 68개의 타점과 함께 경력 사상 신기록을 세웠다. 시즌을 위하여 그는 직구율에서 전부의 메이저 리그 타자들을 이끌었다.

#### 2016년
2016년 2월 10일 벨트와 자이언츠는 중재를 피하는 데 1년, 6.2백만 달러의 계약으로 동의하였다. 4월 9일 베릍와 자이언츠는 2021년을 통하여 5년, 72.8백만 달러의 계약으로 동의하였다. 2016년 내셔널 리그 올스타 결승전 투표를 이긴 후, 벨트는 자신의 첫 올스타 경기로 선발되었다.
그해에 벨트는 104개의 4구에 의한 출루, 17개의 홈런, .394의 출루율과 .868의 OPS와 함께 전부의 자이언츠 타자들을 이끌었고, 82개의 타점과 함께 경력 사상 기록을 세웠다. 벨트는 2007년 배리 본즈 이래 시즌에서 100개의 4구에 의한 출루를 기록하는 데 첫 자이언츠 선수가 되었다. 시즌을 위하여 그는 메이저 리그 타자들 전부의 가장 낮은 땅볼 퍼센티지(26.3%)를 가졌다.

#### 2017년
2017년 벨트는 8월 4일 시즌을 끝내는 진탕을 겪기 전에 18개의 홈런과 함께 자신의 경력 사상 기록을 동점매겼다.

#### 2018년
2018년 4월 22일 벨트는 에인절스의 출발 투수 하이메 바리아에 21개와 함께 1루 타석에서 보인 가장 많은 투구들로 메이저 리그 베이스볼 신기록을 세웠다. 벨트는 경기의 자신의 첫 본루 출연에서 오른손 잡이를 상대로 16개의 투구를 파울로 하였다. 타석은 12 분 45 초간 지속되었고, 우익수 콜 컬훈에게 플라이 아웃과 끝났다. 벨트는 5월 21일 "이번 주의 내셔널 리그 선수"로 임명되기도 하였다. 6월 2일 벨트는 맹장 수술을 받았다.